# 元靜儀
元静仪（?—?），中国南北朝东魏公主，父亲元泰，祖父元雍，曾祖父魏献文帝，魏高阳王元斌庶生妹。

## 生平
元静仪嫁给了黄门郎崔括，河阴之变后，元雍、元泰父子被杀。同母妹元玉儀被东魏大将军高澄在路上遇到，宠爱有加，被高澄称为容貌绝异。元静仪也被高澄宠幸，奏魏孝静帝封为东海公主。崔括父子也因此超授，赏赐甚厚。

## 夫
崔括，在东魏官至黄门侍郎

## 传记资料
- 《北史 卷一十四 列传第二 后妃下》